# Rhabdadenia
Genre
Classification phylogénétique
Le genre Rhabdadenia regroupe quatre espèces de plantes à fleurs de la famille des Apocynacées originaires du Sud de la Floride et des régions tropicales d'Amérique.

## Liste d'espèces
Selon ITIS :
- Rhabdadenia biflora (Jacq.) Muell.-Arg.
- Rhabdadenia sagraei (A. De Candolle) Muell. Arg.

### Espèces
- Rhabdadenia biflora (Jacq.) Müll.Arg. (1860).
- Rhabdadenia macrostoma (Benth.) Müll.Arg., (1860).
- Rhabdadenia pohlii Müll.Arg. (1860).
- Rhabdadenia ragonesei Woodson, (1940).